# Torremaggiore
Torremaggiore è un comune italiano di 16 317 abitanti della provincia di Foggia in Puglia. Il suo territorio fu sito di un Monastero intitolato a San Pietro di regola benedettina, il "Monasterium Terrae Maioris" , il cui abate era il vero feudatario del luogo dal X al XIII secolo. Tale feudo passò ai Templari dal 1295 al 1307.

## Geografia fisica

### Territorio
L'abitato sorge su un colle a 169 metri sul livello del mare.
Il comune è inserito nella zona 2 della classificazione sismica dei comuni italiani.
Tra gli eventi sismici storicamente più importanti va ricordato il terremoto della Capitanata del 1627, che rase al suolo Torremaggiore e i comuni limitrofi provocando centinaia di morti (diverse migliaia in tutta la Capitanata).
Altri terremoti di grande importanza colpirono la città anche nel corso del XX secolo.
Il terremoto del Molise del 2002 colpì Torremaggiore con una serie di scosse un'intensità prossima al 6º grado della scala Richter (VII scala Mercalli) provocando molti danni alle abitazioni e luoghi di culto e anche alcuni feriti.

### Clima
Il clima è mediterraneo, tuttavia con inverni abbastanza freddi (10 cm media di neve all'anno) non è raro che durante le ondate di freddo provenienti dalla Russia il paese sia colpito da vento forte e nevischio. Le estati sono molto calde, caratterizzate da forti escursioni termiche diurne.
A partire dagli anni sessanta, dopo la costruzione della diga di Occhito, il tasso di umidità aumentò vertiginosamente provocando in primavera e autunno frequenti nebbie anche molto fitte, fenomeno sconosciuto per la zona.
I venti sono frequenti e, seppur talvolta piuttosto forti, sono mediamente moderati.
Eventi climatici:
- Nel mese di giugno del 1999 la città fu colpita da una tromba d'aria con venti che superarono i 150 km/h provocando molti danni alle abitazioni e molti feriti.
- Il 25 giugno e i giorni successivi del 2007 il paese fu colpito da un'ondata di caldo eccezionale proveniente dal Nord Africa che provocò un innalzamento delle temperature fino a raggiungere 46 °C.
- Nel mese di febbraio del 2012 il paese, come il resto d'Europa, fu colpito da una forte discesa di aria gelida proveniente dalla Russia che fece crollare le temperature sotto zero, si susseguirono 20 giorni di freddo con accumuli di neve di 40–50 cm con temperature minime fino a -9 °C.

## Storia
La storia della cittadina è legata a quella del monastero benedettino di Terra Maggiore, denominato nei documenti "Monasterium Terrae Maioris" e al borgo medievale di Castel Fiorentino (o Fiorentino di Puglia), un tempo sede dell'omonima diocesi, i cui ruderi si trovano in agro di Torremaggiore a 10 km dall'abitato presso la strada provinciale 16 tra San Severo e Castelnuovo della Daunia. 

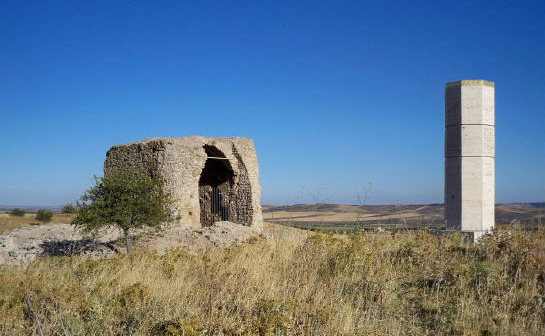
Stauferstele presso le rovine di Castel Fiorentino

### Castel Fiorentino
L'attuale sito storico di Castel Fiorentino, noto anche come Torre Fiorentina, era un borgo bizantino di frontiera. Fu rifondato a opera del catapano Basilio Boioannes intorno al 1018. In seguito, esso cadde sotto il dominio normanno, poi svevo, quindi angioino. Fiorentino è passato alla storia perché ha accolto l'imperatore Federico II, deceduto nella sua domus nel dicembre 1250. Nel 1255 il borgo fu attaccato dalle soldataglie di papa Alessandro IV, nemico degli Svevi. Intanto agli abitanti di Dragonara, un altro borgo medievale situato a ovest di Torremaggiore, di cui resta solo un castello adibito a usi agricoli, capitò la stessa sorte, e tutti i suoi abitanti si rifugiarono nei pressi del Castrum normanno-svevo di Torremaggiore, all'ombra dell'abbazia benedettina di san Pietro insieme agli abitanti di Fiorentino. Così, l'abate Leone permise loro di fondare un nuovo borgo, che verrà indicato col termine Codacchio nel XVII secolo. La fusione dei profughi di Fiorentino e Dragonara con gli abitanti del casale abbaziale di Terra Maggiore diede vita all'odierna cittadina di Torremaggiore. Quest'ultima denominazione prende spunto, molto probabilmente, dalla torre normanno-sveva che tuttora costituisce il nucleo più antico del Castello Ducale.

### Epoca moderna
Per cinque diversi secoli, la cittadina fu feudo della nobile famiglia de Sangro (o di Sangro), principi di San Severo e duchi di Torremaggiore. Il devastante terremoto del 30 luglio 1627 distrusse i centri urbani dell'alto Tavoliere e rase quasi completamente al suolo anche Torremaggiore. Il 17 marzo 1862, in pieno brigantaggio, nei pressi della città avvenne una dura battaglia tra un plotone dell'ottavo reggimento di fanteria e l'armata di Carmine Crocco, noto capobrigante della Basilicata. Le truppe regie subirono una pesante sconfitta: 21 militari rimasero uccisi, compreso il loro capitano Francesco Richard.

### Epoca contemporanea
Nel secondo dopoguerra una folta compagine torremaggiorese si trasferì a Torino, tanto da ottenere la dedica di un'aiuola qualche decennio dopo.
Il 6 dicembre 1990 Torremaggiore entrò nelle cronache nazionali per via dell'assassinio in municipio dell'assessore comunale Lucio Palma e del segretario comunale Antonio Piacquaddio, a cui in seguito è stato dedicato il piazzale Pineta Comunale (oggi Parco B.P., in seguito al progetto dell'Agesci Cento Piazze), una delle più grandi dell'intera provincia.

### Simboli
Lo stemma è stato concesso con decreto del presidente della Repubblica del 7 aprile 1951 e vi è rappresentato, in campo azzurro, un castello torricellato di tre, merlato alla guelfa e posto su un terrazzo di verde.
Il gonfalone concesso con D.P.R. del 16 ottobre 1952 è un drappo di azzurro ma il Comune ha in uso un drappo di colore bianco.

## Monumenti e luoghi d'interesse

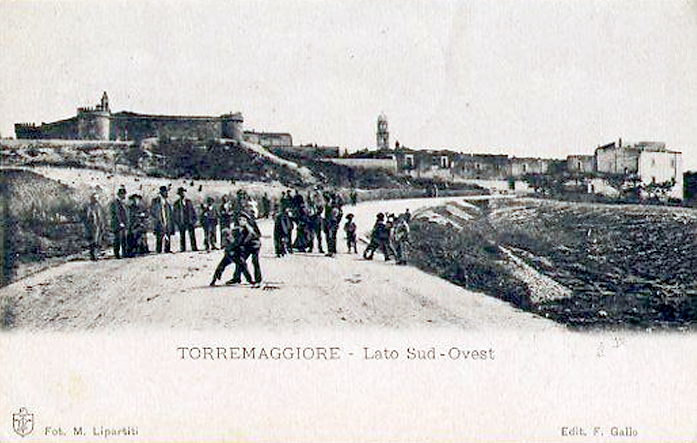
Un'antica cartolina: a sinistra il castello ducale

### Architetture religiose

#### Santuario di Maria SS. della Fontana
Il santuario trae origine da un'antica cappella rurale con annessa fontana pubblica, edificate intorno al X secolo dai benedettini di San Pietro. Oggi rappresenta il luogo di culto religioso più antico presente a Torremaggiore. Originariamente dedicato alla Madonna dell'Arco, fu ristrutturato nel XVI secolo dal duca Giovan Francesco de Sangro e successivamente, a spese dei fedeli, nel 1830 e 1894. Durante i lavori di ampliamento eseguiti tra il 1916 e il 1920 assunse l'aspetto neo-romanico, a firma dell'architetto Ettore Lanzinger. Subì imponenti e discutibili lavori di restauro negli anni 1973-1976, che modificarono profondamente l'interno durante il parrocato di mons. Francesco M. Vassallo. Vi si venera un affresco, probabilmente cinquecentesco, raffigurante la Madonna coi santi Francesco d'Assisi e Antonio di Padova, nonché il simulacro della Vergine del 1897.
All'incremento cultuale, verificatosi verso la metà dell'Ottocento, corrispose un considerevole afflusso di ex voto, costituiti in gran parte da oggetti d'oro e d'argento, e di tavolette votive tipiche dei santuari dell'Italia meridionale. L'erezione della chiesa a parrocchia, avvenuta nel 1944, contribuì all'aumento del fasto delle celebrazioni in onore della Vergine della Fontana. Testimonianza di quest'ascesa è l'elevazione della chiesa a santuario diocesano nel 1960 e l'incoronazione del simulacro della Madonna e del Bambino con diademi d'oro il 23 ottobre del 1983 ad opera del cardinale Rubin.
Sulla piazza prospiciente il santuario, si erge il monumento alla Madonna della Fontana inaugurato il 16 aprile 1990 dal cardinale Jozef Tomko. Nei pressi sorgeva la fontana monumentale, costruita dai benedettini per sopperire alle necessità idriche del monastero di San Pietro e del casale Terrae Maioris. La fontana raccoglieva le acque sorgive provenienti dal piano comunale che, grazie a un acquedotto sotterraneo dotato di spiracoli, trovavano sbocco proprio dinanzi a Santa Maria dell'Arco (da qui l'origine dell'appellativo Chiesa della Fontana). Ristrutturata dal feudatario Giovan Francesco de Sangro nel 1582, divenne proprietà comunale nel 1808. La fontana aveva due vasche: la prima, coperta da una volta a crociera alta m 4,50, lunga 5 e larga 2,50; la seconda, contigua e scoperta, lunga 10,50 m e larga 2,20 m. A causa di profonde lesioni della volta e degli alti costi di manutenzione, il sindaco avv. Vincenzo Lamedica fece incautamente demolire la fontana nel 1906. Questo provocò infiltrazioni di acqua sia nei sotterranei delle abitazioni circostanti sia nelle fondazioni della chiesa stessa, che ne resero pericolante la struttura, successivamente consolidata.
I festeggiamenti in onore della Madonna della Fontana, titolare dell'omonima parrocchia, si celebrano il martedì e il mercoledì in albis (cioè il martedì e il mercoledì successivo alla Pasqua). In origine la festa si svolgeva il Lunedì dell'Angelo (ricorrenza liturgica della Madonna dell'Arco) con la processione nell'agro e la benedizione di carri e mezzi agricoli (oggi dei trattori agricoli e camion). In seguito all'inglobamento della chiesa nel centro abitato, la festa campestre assunse connotati civili e negli anni quaranta la processione fu trasferita al martedì in albis. Risale agli anni novanta l'istituzione di una seconda processione il mercoledì in albis. Dai primi anni del Novecento la processione si arricchì dell'usanza di sparare batterie pirotecniche. Nonostante oggi, come ieri, la festa della titolare della parrocchia non rivesta carattere patronale, concorre per fasto e partecipazione popolare con i festeggiamenti del santo patrono Sabino.

#### Altre architetture cattoliche
- La chiesa matrice di San Nicola è stata costruita nel XIII secolo dai profughi di Fiorentino che fondarono il Codacchio, il quartiere medievale che sorge di fronte alla chiesa. Per via di questa origine, i parroci conservano il titolo onorifico di canonici di Fiorentino. Le fu annessa la cura delle anime fin dalla sua origine. Distrutta dal terremoto del 1627, fu ricostruita e riaperta al culto nel 1631. L'armonioso interno, a tre navate, conserva un coro ligneo, un dossale intagliato del XVII secolo aurifregiato con al centro il simulacro di san Nicola, cappelle laterali, tele di varie epoche e lapidi funerarie. Il campanile è di stile romanico-pugliese.
- La chiesa di Santa Maria della Strada è la seconda parrocchia storica. Fondata dalla popolazione greco-albanese residente a Torremaggiore nel Cinquecento, è stata eretta a parrocchia nel 1593. L'interno, a navata unica, ha due cappelloni laterali, quello della riconciliazione e quello del sacramento. Nel tempio si venera il simulacro di san Sabino di Canosa, patrono principale della città, e si conserva una fonte battesimale in pietra del 1604.
- La chiesa di Sant'Anna (o del Rosario) fu eretta nel 1701 dal principe Paolo de Sangro quale sepolcreto di famiglia. Donata da Raimondo di Sangro alla confraternita del Rosario nel 1756, fu danneggiata da un incendio nel 1926 e restaurata dall'artista concittadino Vittorio Rotelli. Gli ultimi restauri risalgono al 1998. L'unica navata, conclusa da uno scenografico presbiterio sopraelevato, custodisce i simulacri della Vergine del Rosario e del Cristo morto, quest'ultimo recato in processione il Venerdì santo. Dietro all'altare è conservato il Cristo distrutto nell'incendio, ancora intatto, ma carbonizzato. Da segnalare la cripta sepolcrale.
- La chiesa della Madonna Addolorata (o del Carmine) è stata edificata nel 1730 su un locale donato dal principe Raimondo di Sangro. Era affidata ai carmelitani, che alloggiavano nel convento adiacente, qui trasferitisi dalla località Carmine Vecchio. Nel 1836 la chiesa fu ceduta alla Confraternita della Morte. La facciata, barocca, è adornata da quattro statue allegoriche, rappresentanti le tre virtù teologali e una cardinale. L'unica navata custodisce il simulacro della Madonna Addolorata, patrona principale della città, e un affresco del XVI secolo raffigurante la Madonna dell'Iconicella dipinto dagli albanesi e rinvenuto in località Pagliara Vecchia, oltre ai dipinti del pittore locale Aurelio Saragnese.
- La chiesa della Madonna di Loreto (volgarmente intesa come Madonna del Rito, perché in origine vi si officiava in rito bizantino) fu edificata nel XVI secolo da immigrati greco-albanesi, in posizione extramoenia, nei pressi della Porta degli Zingari (Arco Borrelli). Distrutta dal sisma del 1627, fu ricostruita nel 1711 a spese della famiglia Manuppelli e amministrata dalla parrocchia di Santa Maria della Strada; il campanile è del 1939. All'interno si venera un'icona post-bizantina della Beata Vergine Odigitria, opera del pittore Passeri, realizzata a Civitate nel 1571 su commissione della famiglia di origine albanese Tosches. Il paliotto dell'altare maggiore è un bassorilievo tardoromanico raffigurante l'annunciazione, forse proveniente da Fiorentino. Questa chiesa fu visitata da san Giuseppe Moscati.
- La chiesa di Santa Maria degli Angeli è annessa all'ex convento dei cappuccini. Edificata nel 1628, all'interno conserva una grande tela raffigurante la Madonna col Bambino tra angeli e santi, opera del 1636.
- La chiesa delle Sante Croci (o di San Matteo) fu costruita nel XVIII secolo. Riedificata tra il 1832 e il 1838, era preceduta da una teoria di 14 cappellette con croci, realizzate dal 1833 su invito di sant'Alfonso Maria de' Liguori, che visitò Torremaggiore durante una missione evangelizzatrice. Le cappellette furono successivamente abbattute. Nel 1943 la chiesa fu affidata ai frati minori, che costruirono il vicino convento del Sacro Cuore.
- La chiesa di Gesù Divino Lavoratore è sede della quarta parrocchia. Fondata in località Torrevecchia (in vernacolo a rupe Torrevecchij) ed eretta canonicamente nel 1977, è situata in prossimità del luogo in cui sorgeva l'antica abbazia benedettina dei Santi Pietro e Severo (monasterium Terrae Majoris), come ricorda una lapide apposta sul campanile nel 1998. Tale lapide è stata successivamente spostata sul lato esterno sinistro della chiesa a seguito dei lavori di completamento e abbellimento del campanile. La facciata marmorea della chiesa, aperta al culto il 7 giugno 1980, è stata realizzata nel 1985; un mosaico di Filippo Pirro (raffigurante Gesù) decora la lunetta del portale. L'interno è decorato da diciotto pannelli policromi raffiguranti l'ultima cena, i quattro evangelisti e l'agnello pasquale con una copertura lignea ad ampie volute a sigma inclinati. Sul fianco sinistro si trovano nell'ordine, verso l'abside, il confessionale, il crocifisso, la statua della Madonna Assunta, portata in processione ogni anno il giorno di Ferragosto, e la statua di San Giuseppe Artigiano che stringe in una mano il martello e posa l'altra sul figlioletto. Sul fianco destro si trovano invece i pannelli raffiguranti le tappe della via Crucis.
- La chiesa dello Spirito Santo, in cui è stata eretta la quinta parrocchia della città nel 1998, è stata consacrata il 7 giugno 2003; l'ampia aula liturgica ospita opere dell'artista Ernesto Lamagna. È sorta su territorio e con popolazione della parrocchia di San Nicola, da cui si distaccò per via dell'espansione urbanistica sulla direttrice viaria per San Paolo di Civitate.

Nel XX secolo è stata demolita la chiesa di San Sabino, dedicata al patrono principale della città, che sorgeva presso l'attuale Casa della Divina Provvidenza. Da ricordare inoltre la chiesa di Santa Sofia, il cui nome rimanda chiaramente alle sue origini orientali, sita nel III vico del Codacchio, di cui rimane un occhiello in muratura su una parete, per il quale passava la corda per la campana, e la chiesa di Sant'Antonio Abate, sita nella via omonima, della quale resta solo l'arco del portale. Quest'ultimo edificio fu eretto nel XVI secolo e possedeva un altare e una statua del santo, opere rinascimentali in legno indorato; vi officiava la confraternita omonima.

### Architetture militari
Il castello dei duchi di Sangro è monumento nazionale dal 22 agosto 1902. Ampliato a più riprese intorno a un'originaria torre normanna, si è cristallizzato in forma rinascimentale. È caratterizzato da sei torri, quattro circolari e due quadrate.
La torre quadrata centrale, il maschio, è la parte più antica del castello ed è caratterizzata da una meridiana sul lato che si affaccia sul cortile.
Lo stesso cortile, cui si accede dall'ingresso principale, è contraddistinto da una pavimentazione in pietra lavica, da un cancello sulla sinistra, che immette al piano ammezzato, subito seguito dalla scala di accesso alla sala del trono e quindi al piano nobile.
In fondo, sul lato opposto all'accesso, si trovano invece un portico e il pozzo interno del castello.
La solenne sala del trono, al piano nobile, raggiungibile con un'ampia doppia scala, è circondata da un ricco fregio ad affresco realizzato nel Seicento. Il piano ammezzato (ex corpo di guardia) ospita la mostra archeologica dei reperti di Fiorentino. Il 30 gennaio 1710 nel castello ducale di Torremaggiore vide la luce lo scienziato Raimondo di Sangro.
Prospiciente il castello, sorge l'edificio del teatro Ducale, anticamente collegato al castello mediante un arco di cui rimane visibile l'attaccattura sulla facciata del teatro.

### Altro
Il Monumento ai caduti, realizzato da Giacomo Negri nel 1923 per commemorare i caduti della prima guerra mondiale. In onore dello scultore, presso il Castello Ducale è stato istituito un piccolo museo nel quale sono esposte alcune tra le sue opere.
Nei pressi della chiesa matrice di San Nicola, è ancora intuibile la strozzatura di una delle antiche porte non più esistenti. Questa, denominata in vernacolo 'a port'ë këccionë, probabile corruzione di Porta di Uguccione, era la più vicina al rione Codacchio. Quest'ultimo presenta ancora ben visibili, nel tratto prospiciente la via di circonvallazione, i resti dei meniali, (dal latino moenia, "mura di difesa") tipiche strutture di difesa delle località in cui si erano stabilite comunità di albanesi. Tali strutture sono ben visibili, per esempio, nella vicina Chieuti).

## Società

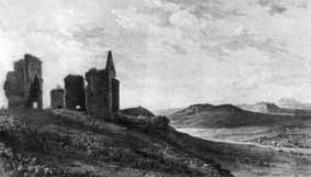
Incisione del XVIII secolo raffigurante le rovine di Castel Fiorentino.

### Evoluzione demografica
Abitanti censiti

### Lingue e dialetti
Il dialetto torremaggiorese appartiene al ramo settentrionale dei dialetti pugliesi. Con il dialetto foggiano  ha in comune buona parte del lessico e della grammatica; se ne differenzia per la presenza di più vocali mute, in una sorta di armonia vocalica, che gli conferisce un suono più dolce e più rapido con oscuramenti (chiusura in -u-) prima della "a" tonica (sia in "à" che in "â") come in 'u musâl (il mesale, la tovaglia); e di suoni consonantici differenti come in "io faccio" (ijë fazzë in foggiano e ji faccë in torremaggiorese; si noti anche la diversa uscita del pronome personale).
Si possono notare anche prestiti linguistici dai paesi vicini come di parole albanesi dalla vicina Casalvecchio, di parole di provenienza greca, latina, araba e infine da gallicismi e parole di origine spagnola. 
Il torremaggiorese condivide col foggiano (seppur non ne condivide il suono arrotondato) anche la â (sempre tonica), la quale ha sempre un suono gutturale come in 'a câs (la casa), il quale però con le nuove generazioni si sta addolcendo assomigliando piuttosto ad una schwa accentata, anche per influenza della parlata degli abitanti dei paesi vicini che non sanno emulare il suono chiuso e gutturale rendendolo semplicemente in ë accentato.
Da sottolineare che la coniugazione dei verbi ausiliari è un po' differente dal dialetto foggiano, si ha quindi:
- verbo essere: ji so' (song nella parlata degli anziani preferita dai più come soluzione eufonica), tu si, jiss/jess jè, nu sìm, vu sìt, lorë so' (sonn nella parlata degli anziani);
- verbo avere (possedere): ji teng, tu ti', jiss/jess te', nu tëním, vu tënít, lorë tennë; [se volessimo trascrivere queste persone in un altro modo, noteremo una assomiglianza con altri dialetti che non fanno parte dei dialetti pugliesi, adopereremo degli accenti per sottolineare pronunce diverse dalla trascrizione jē tengŏ, tū tē(nǐ), jēssŏ/jessă te(nĕ), nōĭ tĕnēmŏ, vōĭ tĕnētĕ, lorŏ tennŏ. Possiamo trovare somiglianze col romanesco, ma se vogliamo anche col veneziano (nelle persone prima e seconda plurale, possiamo notare la mancanza di dittongazione presente invece nel napoletano e nel fiorentino (nelle persone seconda e terza singolare), e un'antica contrazione dell'ultima persona]. NB: le vocali con accento breve, si leggano con schwa, mentre le vocali "e" e "o" con accento lungo si leggano rispettivamente "i" e "u". Questo esempio serve solo a mostrare le somiglianze linguistiche. Nel dialetto foggiano (della città di Foggia e limitrofi) il verbo è coniugato ténë, tìnë, ténë, tënìmë, tënìtë, tènënë. Coniugazione che nel dialetto torremaggiorese viene in aiuto quando si coniuga il verbo mantenere, che diventa, appunto, manténë, mantìnë, manténë, mantënìmë, mantënìtë, mantènënë (con ovvia assimilazione del nesso -nt- letto -nd-).
- verbo avere (ricevere): ji jajj (omologo di "aggio" del napoletano, ma con passaggio della "g" in "j", con iotizzazione iniziale), tu ja', jiss/jess ja, nu avím, vu avít, lorë jann;
- verbo avere (usato per la formazione dei composti: vediamo il composto di "fare"): ji hè (con contrazione dell' "aggio" napoletano da un passaggio intermedio in "aje" presente in alcuni paesi limitrofi) fatt, tu ha fatt, jiss/jess ha fatt (in queste prime tre persone, il suono vocalico sembra piuttosto lungo, e non dà vita al raddoppio consonantico, cosa che succede in alcuni dialetti limitrofi), nu 'ìm fatt (forma breve di avìm usata invece nei paesi confinanti), vu 'ìt fatt (forma breve di avìt), lorë hann fatt; (esemplare la fusione del verbo avere e del verbo essere nelle forme del passato /presentano la stessa forma, ma con iotizzazione che interessa l'equivalente del verbo essere; mentre il verbo avere è tuttalpiù contratto o apocopato/ e del condizionale fussë, fussë, fussë, fussëmë, fussëvë, fussënë col significato di sia "sarei", che di "avrei" nei tempi composti);
- e i verbi modali, come:
- verbo potere: ji pozz, tu pu', jiss/jess po, nu putìm, vu putìt, lorë ponnë;
- verbo dovere è dato dal verbo avere (quello per la formazione dei composti, seguito dalla preposizione "a" debole, cioè che non dà vita al raddoppio consonantico) + il verbo successivo all'infinito [ji hè fà (nella prima persona è stata assorbita dalla è di he, è tuttavia presente nella forma di hè'a nei dialetti dei paesi limitrofi), tu ha'a fà, jiss/jess ha'a fà, nu 'ìm'a fà, vu 'ìt'a fà, lorë hann'a fà]
- verbo volere: ji voj/vojjë (nei paesi confinanti è presente la variante in vogghjë), tu vù (con u aperta), jiss/jess vo, nu vulìm, vu vulìt, lorë vonn.
- altri verbi (sono ancora evidenti le 4 coniugazioni latine negli infiniti è notevole la presenza dei verbi in -io, specie se terminanti in -cë/-gë): 'ppendë (con assimilazione progressiva della d in n; da leggersi "ppenn") (appendere); 'ppëndëricà (appendersi, scalare cime basse): come abbiamo visto, i verbi che iniziano con a- derivanti dall'incorporamento della preposizione a, la perdono pur mantenendo il raddoppio consonantico previsto, diversamente dal foggiano nel quale viene invece scritta e pronunciata); rancëmà (scalare, raggiungere alte vette), magnà (con metatesi = mangiare), mascëkà (masticare), tagghjà (tagliare), vévë (bere), jì (derivato direttamente dal latino "ire" = andare), sëntì (sentire), parlà (parlare), cacagghjà (con coniugazione per verbi sdruccioli in -éo = tartagliare), sciuscià (soffiare), tëtëkà (verbo onomatopeico = fare il solletico), trëtëkà (interessato oggi da una correzione derivante dall'italiano > crëtëkà) (criticare, sparlare), pungëkà (propriamente "punzecchiare": pungere), pëzzëkà (pizzicare), muccëkà (mordere, morsicare), murì (usato al riflessivo) (morire), 'ddurmì (usato anch'esso al riflessivo: dormire, addormentarsi), 'mpëzzà (propriamente "infilzare" corredato da più assimilazioni: significa "infilzare" ma anche "trapassare"), cucà (con sincope, riflessivo: coricarsi, andare a letto), vëdè (vedere), spià (spiare, guardare con fare curioso), chiamëntà (vedere, osservare), chiatrà (riflessivo = congelarsi, con coniugazione io -éo), ruśëkà (con metatesi, sono "j" assimilato in -ś- = rosicchiare), 'ppëttà (imbiancare, pitturare), gnaccà (sbavare - di inchiostro, impropriamente "sporcare"), 'mbrattà (sporcare), 'ppannà (socchiudere, ma anche appannare, detto del vetro), spalazzà (aprire al massimo, spalancare), 'ssëttà (usato riflessivo, sedersi), lèggë (leggere), scrívë (scrivere), sciarrjà (con uscita in -éo, fare a lite, arc. vedi "sciarra"), rëculà (passare un liquido al colino), 'nsunnà (propriamente "insonnare", sognare), chiagnë (con metatesi, piangere), pëzzutà (coniugazione in -éo. fare la punta a qualcosa), scëmënì (impazzire), sgummà (derapare), mnì (venire), svënì (con coniugazione in -isc- diversamente dall'italiano = svenire), rëmnì (con coniugazione in -isc- = rinvenire, rinvigorire) 'mbuccà (con assimilazione della "b" in "m" - versare), 'nguffëlà (buttare addosso qualcosa a qualcuno), scuffëlà (crollare, detto di edifici o di oggetti solidi, come una libreria che crolla dal peso dei suoi libri), sdërrupà (presente anche la versione napoletana sgarrupà, significa anche questo crollare, ma anche cadere da grandi altezze), fà (in dialetto, l'infinito prende sempre l'accento, fare), stà (stare, che presenta un cambio di coniugazione nei tempi diversi dal presente indicativo ma non nel condizionale), dà (dare, come il verbo "stà" presenta un cambio di coniugazione da -are in -ere, nei tempi diversi dall'indicativo presente), etc.. Notevole è, nel dialetto torremaggiorese, la totale scomparsa del passato remoto dei verbi (presenti invece nel foggiano), lo strano uso (ora quasi in disuso) del futuro semplice per indicare desiderio proiettato nel futuro, o dubbio si confonde quindi col condizionale presente che invece è sparito fondendosi con l'indicativo presente [Non so se domani pioverà (impropriamente: non so se domani voglia piovere): N'u saccë së dumânë chiovarrà > (oggi sostituito da) N'u saccë së dumânë vo' chiovë], la intercambiabilità nei verbi transitivi nei tempi composti del verbo avere o del verbo essere coniugato al riflessivo (vedremo quindi: it. ho comprato > d.t. hé 'ccattâtë/më so' 'cattâtë; a rimarcare ancora la presenza del dativo etico/di_vantaggio latino; nel dialetto foggiano troveremo entrambe le forme coniugate col verbo avere: m'agghjë accattâtë); e ancora, il dialetto torremaggiorese, è costellato di figure retoriche (come tutti i dialetti) e di modi di dire e locuzioni diversi da quello foggiano ma di cui si possono udire alcuni usi simili:
- il "mo' ke dopë" foggiano è reso con "chiù tardë" (più tardi, come in italiano);
- chiù 'pprime (propriamente "più prima", col significato di "poco fa");
- per dire "dietro, indietro" in foggiano possiamo sentire "retë, arétë" mentre nel dialetto torremaggiorese è reso in "addrétë";
- il foggiano presenta la coordinata oggettiva e soggettiva e il pronome indefinito, sempre nella forma "ke", il dialetto torremaggiorese, invece, presenta le due forme kë (pronome indefinito) e ka (pronome relativo soggettivo/oggettivo);
- il foggiano presenta un indebolimento della "o" in parole piane in sillabe chiuse, mentre il dialetto torremaggiorese la pronuncia chiusa;
- la parola usata per indicare il tempo passato che traduce la parola "allora" in italiano, nel foggiano è "tannë", mentre nel dialetto torremaggiorese è "antannë" (ricalcando la locuzione "d'antan"), e rispettando la regola della caduta iniziale delle vocali a- e i- si indebolisce in 'ntannë con assimilazione parziale progressiva (cioè nt>nd);
- per dire "dove", a Foggia si dice "do, addò"; mentre nel torremaggiorese si dice "andò oppure 'ndò";
- vedo, vado, faccio, sto, meno: in foggiano vékë, vâkë, fazzë, stâkë, meng (voce del verbo menare); non trovano simili nel dialetto torremaggiorese resi invece come védë, vajjë, faccë, steng, ménë.
Ultima differenza: il dialetto torremaggiorese è interessato da una forte iotizzazione presente persino nei pronomi personali (ji, jiss, jess) o nella terza persona del verbo essere (jè) o in parole che iniziano per vocale (come jerv, javt, javzà = erba, alto, alzare), mentre in foggiano questa iotizzazione non è presente sia nei pronomi personali (ijë, iss, ess) che nella terza persona del verbo essere (è) e nemmeno in parole che iniziano per vocale (ervë, altë, alzà). Inoltre il dialetto torremaggiorese, come il dialetto napoletano, è interessato da una sorta di iotacismo della g in alcune parole; infatti, mentre nel dialetto torremaggiorese troviamo (jattë, jallë, jallìnë = gatto, gallo, gallina), nel foggiano non è presente (e quindi troviamo gattë, gallë, gallìnë).
Particolarità: il dialetto torremaggiorese presenta la pronuncia geminata delle g e delle b in posizione finale o in posizione intervocalica e intertonica (cioè pre-tonica e post-tonica). Nel dialetto foggiano si presenta in modo meno frequente. Sentiremo quindi pronunciare: it. abile > d.t. abëlë (come àbbëlë), it. pagina > d.t. pagënë (come pàggënë), it. pagella > d.t. pagèllë (come paggèllë), it. la gonna > d.t 'a gonnë (come aggònnë), it. la bomba > d.t 'a bombë (come abbòmmë), it. tubo > d.t. tùbë (come tùbbë), it. sigillo > d.t. sëgìllë (come sëggìllë), ecc..

## Cultura

### Eventi
- Festa di Maria Santissima della Fontana: si tiene il martedì e il mercoledì dopo la Pasqua.
- Festa patronale di San Sabino: si tiene dal primo sabato di giugno al lunedì successivo.
- 13 giugno festa di sant'Antonio da Padova, con processione per le vie cittadine del simulacro del santo, ospite della locale chiesa di Santa Maria degli Angeli (attigua all'ospedale cittadino)
- Corteo storico di Fiorentino e Federico II: Rievoca gli eventi della fondazione di Torremaggiore a opera dei profughi provenienti da Fiorentino nella seconda metà del sec. XIII.

## Infrastrutture e trasporti

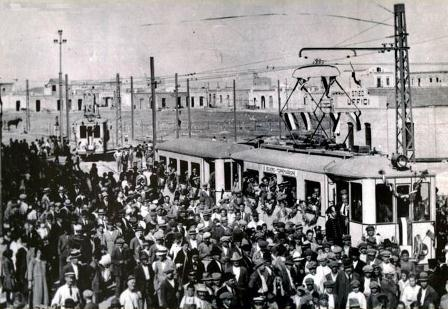
Convoglio inaugurale della tranvia per San Severo

Torremaggiore è collegata al maggior centro del nord della Capitanata, San Severo, attraverso la strada provinciale 30.
Lungo tale direttrice operò la tranvia San Severo-Torremaggiore, un impianto a trazione elettrica che percorreva l'attuale via Sacco e Vanzetti, all'estremità occidentale della quale aveva capolinea, per giungere dopo circa 20 minuti di percorso, presso la stazione ferroviaria di San Severo. La linea entrò in servizio il 25 agosto 1925 e due anni dopo fu completato il tratto con lo scalo ferroviario sanseverese. L'opera completa fu inaugurata il 19 giugno 1927 da Augusto Turati. Il 31 marzo 1962 venne sostituita da un servizio di autobus.

## Amministrazione
Sindaci nel periodo della Repubblica Italiana.
| Periodo          | Periodo          | Primo cittadino     | Partito                                 | Carica                  | Note   |
| ---------------- | ---------------- | ------------------- | --------------------------------------- | ----------------------- | ------ |
| 1948             | 1960             | Michele Cammisa     | PCI                                     | Sindaco                 | [ 12 ] |
| 1960             | 1976             | Domenico De Simone  | PCI                                     | Sindaco                 | [ 12 ] |
| 1976             | 1981             | Michele Marinelli   | prima PCI poi CCI                       | Sindaco                 | [ 12 ] |
| xxx xxx          | xxx xxx          | Aldo Fantauzzi      | DC                                      | Sindaco                 | [ 12 ] |
| xxx xxx          | xxx xxx          | Armando Liberatore  | DC                                      | Sindaco                 | [ 12 ] |
| xxx xxx          | xxx xxx          | Leonardo Giarnetti  | PCI                                     | Sindaco                 | [ 12 ] |
| xxx xxx          | xxx xxx          | Aldo Fantauzzi      | DC                                      | Sindaco                 | [ 12 ] |
| xxx xxx          | xxx xxx          | Pietro Liberatore   | DC                                      | Sindaco                 | [ 12 ] |
| xxx xxx          | xxx xxx          | Michele Schiavone   | DC                                      | Sindaco                 | [ 12 ] |
| xxx xxx          | xxx xxx          | Giuseppe Antonucci  | DC                                      | Sindaco                 | [ 12 ] |
| 20 novembre 1994 | 29 novembre 1998 | Matteo Marolla      | PDS                                     | Sindaco                 | [ 12 ] |
| 29 novembre 1998 | 13 agosto 2001   | Matteo Marolla      | DS                                      | Sindaco                 | [ 12 ] |
| 13 agosto 2001   | 26 maggio 2002   | Gerarda D'Addesio   | ---                                     | Commissario prefettizio | [ 12 ] |
| 26 maggio 2002   | 28 dicembre 2004 | Alcide Di Pumpo     | La Margherita                           | Sindaco                 | [ 12 ] |
| 25 aprile 2005   | 25 febbraio 2010 | Alcide Di Pumpo     | prima UDC poi PDL                       | Sindaco                 | [ 12 ] |
| 13 aprile 2010   | 1º luglio 2011   | Vincenzo Ciancio    | prima PD poi lista civica Forza Torre   | Sindaco                 | [ 12 ] |
| 1º luglio 2011   | 21 maggio 2012   | Daniela Aponte      | ---                                     | Commissario prefettizio | [ 12 ] |
| 21 maggio 2012   | 8 aprile 2015    | Costanzo Di Iorio   | PD, UDC, SEL, lista civica Cambia rotta | Sindaco                 | [ 12 ] |
| 10 aprile 2015   | 21 giugno 2016   | Aldo Aldi           | ---                                     | Commissario prefettizio | [ 12 ] |
| 21 giugno 2016   | 14 dicembre 2018 | Pasquale Monteleone | UDC, liste civiche                      | Sindaco                 | [ 12 ] |
| 14 dicembre 2018 | 26 maggio 2019   | Nicolina Miscia     | ---                                     | Commissario prefettizio | [ 12 ] |
| 26 maggio 2019   | 9 giugno 2024    | Emilio Di Pumpo     | PD e liste civiche                      | Sindaco                 | [ 12 ] |
| 9 giugno 2024    | in carica        | Emilio Di Pumpo     | PD e liste civiche                      | Sindaco                 | [ 12 ] |

### Gemellaggi
Torremaggiore è gemellata con:
- Canosa di Puglia, dal 2003, sulla figura del vescovo di Canosa, Sabino, patrono della città.
- Buffalo, dal 2004, nato dall'idea di alcuni studenti e di un docente del Liceo Nicola Fiani, gemellatisi nel 2002 con l'Hutchinson Central Tech di Buffalo. L'Associazione "Torremaggiore-Buffalo" si occupa di mantenere relazioni culturali ed economiche con la città americana.
- Villafalletto, dal 2009, sulla figura di Bartolomeo Vanzetti, nato nella città piemontese, anarchico condannato a morte assieme a Nicola Sacco, cittadino torremaggiorese.

## Sport
Fino al 2014 era attiva la società di rugby del Torremaggiore Rugby che militava in serie C. Giocava le partite casalinghe al campo sportivo “Comunale” di Torremaggiore.